# Asota strigosa
Asota strigosa är en fjärilsart som beskrevs av Jean Baptiste Boisduval 1832. Asota strigosa ingår i släktet Asota och familjen nattflyn. Inga underarter finns listade i Catalogue of Life.